# 狗姓
狗姓，汉字姓氏，汉朝有名人狗未央，南宋以后该姓氏非常罕见，现在已经所剩无几。苟姓跟狗姓有很大的关联，据说有一部分狗姓改成了苟姓。

## 延伸阅读
[在维基数据编辑]